# Gonomyia modica
Gonomyia modica är en tvåvingeart som beskrevs av Evgenyi Nikolayevich Savchenko 1972. Gonomyia modica ingår i släktet Gonomyia och familjen småharkrankar. Inga underarter finns listade i Catalogue of Life.